# Алфа (растение)
Алфа или еспарто (на латински: Stípa tenacíssima) е многогодишно тревисто растение, вид от род Коило (Stipa), семейство Житни. Расте в Испания и Северна Африка. Важна селскостопанска култура.

## Разпространение
Еспарто е ендемично растение за западното Средиземноморие. Расте на полупустинни почви в Северна Африка и Южна Испания. В Алжир площта, на която расте тревата алфа, се оценява на 3 млн ха, а най-големият район е в провинция Саида – 1,2 млн ха. Широко разпространена е от района на Оран до високопланинските райони в южната част на Алжир (до височина 1800 м). Тревата е важен елемент в борбата с опустиняването в Северна Африка.
Расте на туфи на височина 0,3 – 1,5 м.

## Използване
Използва се като пасбищна храна за камили, коне и крави. Еспарто е важен продукт от износа за европейските страни. В началото на 20 век експортът на еспарто от Испания възлиза на 40, от Тунис и Триполи – на 30, а от Алжир – на 60 хил. тона годишно. Листата на растението се състоят от здраво влакно, което се използва за производство на изкуствена коприна и други тъкани, от него се плетат различни предмети, а също служи за суровина при производство на хартия.
Еспартото е известно с използването му в хартиеното производство на Европа вече над 100 години. От влакната на еспартото се получава висококачествена хартия, която се използва в книгоиздаването. Световното производство на дървесна маса от еспарто се оценява на 250 хил. тона годишно (1973 г.).
- Сноп от еспарто
- Оплетка от еспарто
- Семена на еспарто